# Friestas
Friestas é uma povoação raiana portuguesa sede da Freguesia de Friestas do Município de Valença, freguesia com 4,32 km² de área e 513 habitantes (censo de 2021),  e, por isso, uma densidade populacional de 118,8 hab./km².

## Demografia
A população registada nos censos foi:
| Distribuição da População por Grupos Etários | Distribuição da População por Grupos Etários | Distribuição da População por Grupos Etários | Distribuição da População por Grupos Etários | Distribuição da População por Grupos Etários |
| -------------------------------------------- | -------------------------------------------- | -------------------------------------------- | -------------------------------------------- | -------------------------------------------- |
| Ano                                          | 0-14 Anos                                    | 15-24 Anos                                   | 25-64 Anos                                   | > 65 Anos                                    |
| 2001                                         | 77                                           | 58                                           | 270                                          | 141                                          |
| 2011                                         | 79                                           | 61                                           | 277                                          | 145                                          |
| 2021                                         | 60                                           | 49                                           | 262                                          | 142                                          |

## Património
- Igreja de São Fins de Friestas
- Portal da Quinta do Crasto da Casa do Crasto ou Ponte do Manco
- Monumento a Charles Lindbergh